# Andrew Rollo
Pour les articles homonymes, voir Rollo (homonymie).
Andrew Rollo (né le 18 novembre 1703 à Dunning, mort le 2 juin 1765 à Leicester), 5e baron Rollo, est un pair et un officier écossais.

## Biographie
Andrew Rollo naît le 18 novembre 1703 à Dunning, dans le Perthshire en Écosse. Il est le fils aîné de Robert Rollo, 4e baron Rollo, et de Mary Rollo. 
Il épouse Catharine Murray le 22 avril 1727 et Elizabeth Moray le 16 février 1765. 
Il entre dans l'armée en 1743 à l'âge de 40 ans, se distingue à la bataille de Dettingen, en Bavière, et est promu au grade de capitaine du 22e régiment. Il est promu major en 1750 et lieutenant-colonel en 1756. Il hérite entretemps du titre de baron Rollo en 1751.
Il combat en Amérique du Nord durant la guerre de Sept Ans. Il participe notamment au siège de Louisbourg en 1758 et dirige le l'assaut contre les Acadiens de l'île Saint-Jean la même année puis organise la déportation de ses habitants. Il fait aussi construire le fort Amherst. Rollo reste avec ses soldats à Louisbourg jusqu'en 1760, où il est envoyé au Canada pour participer à la campagne de James Murray. 
Il force les Canadiens le long du fleuve Saint-Laurent à signer un serment d'allégeance. Il effectue un raid contre Sorel. Après la prise de Montréal, il commande l'île Sainte-Thérèse. Il est ensuite envoyé en renfort à la pointe Crown, le site de l'ancien fort Saint-Frédéric, avant de se rendre à Albany. En 1761, il participe à la prise de possession de la Dominique. Il joue un rôle important dans la prise de la Martinique en 1762 et participe également à une attaque sur La Havane.
Il tombe malade en juillet 1762 et part vivre à Leicester, en Angleterre, où il meurt le 2 juin 1765. Il est enterré dans le cimetière de l'Église Sainte-Marguerite de Leicester.